# Mechanitis foxi
Mechanitis foxi är en fjärilsart som beskrevs av Ferreira D'almeida 1951. Mechanitis foxi ingår i släktet Mechanitis och familjen praktfjärilar. Inga underarter finns listade i Catalogue of Life.